# Käthe Gold
Pour les articles homonymes, voir Gold.
Käthe Gold (Vienne, 11 février 1907 - 11 octobre 1997) est une actrice autrichienne. 

## Filmographie
- 1935 : Amphitryon
- 1937 : Andere Welt
- 1939 : La Peau de chagrin
- 1957 : Rose